# Galina Iwanowna Warlamowa
Galina Iwanowna Warlamowa, geboren Galina Iwanowna Keptuke, (russisch Галина Ивановна Варламова, урожд. Галина Ивановна Кэптукэ; * 18. Januar 1951 in der Siedlung Kukuschka, Rajon Seja, Oblast Amur; † 19. Juni 2019) war eine sowjetische bzw. russische Linguistin und Schriftstellerin ewenkischer Herkunft.

## Leben
Warlamowa stammte aus einer Rentierjägerfamilie, deren Familienname Keptuke der Name eines ewenkischen Clans im Amurgebiet ist. Sie studierte 1969–1974 am Leningrader Herzen-Pädagogik-Institut, worauf sie als Lehrerin für Russische Sprache und Literatur in Schulen Jakutiens arbeitete.
Seit 1974 widmete sich Warlamowa der Wissenschaft, indem sie Laborantin und  darauf wissenschaftliche Junior-Mitarbeiterin im Philologie-Sektor des Instituts für Sprache, Literatur und Kunst (IJaLI) der Sibirischen Abteilung der Akademie der Wissenschaften der UdSSR (seit 1991 Russische Akademie der Wissenschaften) in Jakutsk wurde. Sie verteidigte 1984 in der Leningrader Abteilung des Instituts ihre Dissertation über die Phraseologismen in der Ewenkischen Sprache mit Erfolg für die Promotion zur Kandidatin der philologischen Wissenschaften. Dann war sie wissenschaftliche Senior-Mitarbeiterin des aus dem Philologie-Sektor des IJaLI 1991 entstandenen Instituts für Probleme der kleinen Völker des Nordens.
Warlamowa verteidigte 2002 am Institut für Mongolistik, Buddhismuskunde und Tibetologie in Ulan-Ude ihre Doktor-Dissertation über die epischen  und rituellen Ausdrucksformen der ewenkischen Folklore mit Erfolg für die Promotion zur Doktorin der philologischen Wissenschaften.
Seit Mitte der 1980er Jahre war Warlamowa auch als Schriftstellerin tätig mit Veröffentlichungen in regionalen und überregionalen Zeitschriften. Ihre erste Novelle über den Fluss Dscheltula erschien 1989.
Verwandte Warlamowas veröffentlichten 2021 einen Sammelband mit den besten Werken Warlamowas aus verschiedenen Lebensjahren.

## Ehrungen, Preise
- Preis Swesda utrennei sari (Stern der Morgenröte) der Versammlung der kleinen Völker des Nordens, Sibiriens und des Fernen Ostens für das Prosa-Buch Malenkaja Amerika (Kleinamerika) (1993)